# The Golden Boy (Roy Hamilton)
The Golden Boy è un album del cantante Pop e Rhythm and blues statunitense Roy Hamilton, pubblicato dalla Epic Records nel luglio del 1957 .

## Tracce

### LP (1957, Epic Records, LN 3364)
Lato A
1. The Golden Boy – 3:03 (Roy Hamilton, Clyde Otis)
2. Earthbound – 2:03 (Robert Musel, Jack Taylor, Clive Richardson)
3. Love Is a Many-Splendored Thing – 2:30 (testo: Paul Francis Webster – musica: Sammy Fain)
4. Sweet Slumber – 2:57 (Al Neiburg, Henri Woode, Lucky Millinder)
5. The Perfect Heart – 2:46 (Lee Kauderer, Ray Ellis)
6. Walk Along with Kings – 2:12 (Bob Merrill)

Lato B
1. There Goes My Heart – 2:45 (testo: Benny Davis – musica: Abner Silver)
2. If I Were a Countryside – 2:28 (Lincoln Chase)
3. Somebody Somewhere – 2:39 (Frank Loesser)
4. Someday, I'll Meet You Again – 2:37 (testo: Ned Washington – musica: Max Steiner)
5. Oh! What It Seemed to Be – 3:01 (Bennie Benjamin, George Weiss, Frankie Carle)
6. My Secret Emotion – 2:17 (Clyde Otis)

## Musicisti
- Roy Hamilton – voce
- O. B. Masingill – direttore d'orchestra (non accreditato)